# Разиньково (Курская область)
Разиньково — деревня в Курском районе Курской области России. Входит в состав Брежневского сельсовета.

## География
Деревня находится в центральной части Курской области, в пределах южной части Среднерусской возвышенности, в лесостепной зоне, на левом берегу реки Малая Курица, на расстоянии примерно 12 км (по прямой) к северо-западу от города Курск, административного центра района и области. Абсолютная высота — 187 м над уровнем моря.

### Климат
Климат характеризуется как умеренно континентальный, с относительно жарким летом и умеренно холодной зимой. Среднегодовая температура воздуха — 5,5 °С. Средняя температура воздуха самого тёплого месяца (июля) — 18,7 °C (абсолютный максимум — 37 °С); самого холодного (января) — −9,3 °C (абсолютный минимум — −35 °С). Безморозный период длится около 152 дней. Среднегодовое количество атмосферных осадков составляет 587 мм, из которых 375 мм выпадает в период с апреля по октябрь. Снежный покров образуется в первой декаде декабря и держится в среднем 125 дней.
| Показатель                                                                      | Янв. | Фев. | Март | Апр. | Май  | Июнь | Июль | Авг. | Сен. | Окт. | Нояб. | Дек. | Год  |
| ------------------------------------------------------------------------------- | ---- | ---- | ---- | ---- | ---- | ---- | ---- | ---- | ---- | ---- | ----- | ---- | ---- |
| Средний суточный максимум, °C                                                   | −4,3 | −3,3 | 2,5  | 12,8 | 19,2 | 22,4 | 25,1 | 24,4 | 18   | 10,4 | 3,2   | −1,3 | 10,8 |
| Средняя температура, °C                                                         | −6,3 | −5,8 | −1,1 | 8    | 14,5 | 18,2 | 20,8 | 19,8 | 13,8 | 7,1  | 1     | −3,3 | 7,2  |
| Средний суточный минимум, °C                                                    | −8,8 | −8,9 | −5,1 | 2,5  | 8,9  | 12,8 | 15,7 | 14,7 | 9,6  | 3,8  | −1,3  | −5,5 | 3,2  |
| Норма осадков, мм                                                               | 51   | 45   | 47   | 50   | 62   | 71   | 73   | 55   | 59   | 59   | 47    | 49   | 668  |
| Источник: Погода по месяцам c ru.climate-data.org(дата обращения: Декабрь 2021) |      |      |      |      |      |      |      |      |      |      |       |      |      |

### Часовой пояс
Деревня Разиньково, как и вся Курская область, находится в часовой зоне МСК (московское время). Смещение применяемого времени относительно UTC составляет +3:00.

## Население
| 2002 | 2010 |
| ---- | ---- |
| 282  | ↗298 |

### Половой состав
По данным Всероссийской переписи населения 2010 года, в половой структуре населения мужчины составляли 41,6 %, женщины — соответственно 58,4 %.

### Национальный состав
Согласно результатам переписи 2002 года, в национальной структуре населения русские составляли 97 %.

## Улицы
В деревне имеются две улицы: Заречная и Молодёжная.

## Инфраструктура
Личное подсобное хозяйство. В деревне 98 домов.

## Археология
Парное погребение у села Разиньково, относящееся ко второй половине или последней трети VII века, сочетает как аланские черты погребального обряда, так и украшения дунайской традиции.

## Транспорт
Деревня находится в 9 км от автодороги федерального значения М2 «Крым» (часть европейского маршрута E 105), на автодорогe межмуниципального значения 38Н-182 (М-2 «Крым» – Верхняя Медведица – Разиньково), в 23 км от ближайшей ж/д станции Курск (линии: Орёл — Курск, Курск — 146 км и Льгов I — Курск).
В 140 км от аэропорта имени В. Г. Шухова (недалеко от Белгорода).